# Arthur J. Hatch
Arthur Joel Hatch junior (* 26. September 1910 in Toledo (Ohio), Vereinigte Staaten; † 13. August 2008 in Sylvania (Ohio)) war ein US-amerikanischer Elektroingenieur und Manager eines Elektrokonzerns sowie der Preisträger eines Technik-Oscars.

## Leben und Wirken
Hatch wurde gegenüber dem Toledo Museum of Art in den alten Scottwood Apartments von Toledo (Ohio) geboren. Er besuchte die dortige Scott High School und anschließend die Universität von Toledo, wo er 1934 einen Abschluss in Elektrotechnik machte. Seinen ersten Job erhielt Hatch noch im selben Jahr bei der Firma Electric Autolite, wo er Automobilgeneratoren am Fließband testete. Im darauf folgenden Jahr kam er zur Strong Electric Company. Das Unternehmen stellte unter seiner Führung Bogenlampen her, wie sie in Lichtspieltheater-Projektoren zum Einsatz kommen, und fertigte auch Diaprojektoren, Grafikdesignerlampen sowie, während des Zweiten Weltkriegs, Suchscheinwerfer für Panzer an. 1947 stieg Arthur Hatch zum Vizepräsident der Firma auf und übernahm 1956 die Leitung des Unternehmens, nachdem der Firmengründer Harry Strong verstorben war. 
Im Laufe seiner Arbeitslebens hielt Hatch 13 Patente für verschiedene Arten von Lichttechnik. 1966 gewann Arthur J. Hatch junior einen Oscar für die Entwicklung einer neuen luftgeblasenen Kohlebogen-Projektionslampe, die 50 Prozent mehr Licht als bisherige, kommerzielle Modelle produzierte. Hatch war Fellow der Society of Motion Picture and Television Engineers und ließ vier Fachartikel in deren Zeitschrift sowie viele weitere Artikel in anderen Fachzeitschriften veröffentlichen. Seit 1936 war er bis zu ihrem Tode 2004 mit Helen Bellows verheiratet, die er an der Universität kennen gelernt hatte. Aus dieser Ehe gingen zwei Söhne hervor, Arthur und David. Arthur Hatch galt als begeisterter Bootsfahrer. Er war außerdem einer der Gründungs-Kuratoren der University of Toledo Alumni Foundation und diente von 1963 bis 1964 als deren Präsident.